# سیکادا ۳۳۰۱
سیکادا ۳۳۰۱ (انگلیسی: Cicada 3301) نام مستعار سازمانی است که در سه مرحله مجموعه ای از معماها را در اینترنت برای جذب کد شکن و حل کنندگان مسئله از میان افراد منتشر کرده‌ است. نخستین معما اینترنتی در تاریخ ۴ ژانویه ۲۰۱۲ در 4chan آغاز شد و تقریباً یک ماه اجرا شد. مرحلهٔ دوم یک سال پس از آن در ۴ ژانویه ۲۰۱۳ آغاز شد، و سپس در مرحله سوم پس از تأیید سرنخ تازه ای که در ۴ ژانویه ۲۰۱۴ در توییتر منتشر شد، آغاز شد. هدف بیان شده این بود که با ارائه یک سری معماهایی که باید حل شوند، «افراد باهوش» را استخدام کنید. هیچ معمای جدید در تاریخ ۴ ژانویه ۲۰۱۵ منتشر نشده‌است. با این حال، سرنخ جدید در ۵ ژانویه ۲۰۱۶ در توییتر ارسال شد. در آوریل ۲۰۱۷ پیغام امضا شده PGP تأیید شد: راه‌های نادرست خود را حفظ کنید. همیشه امضای PGP را از 7A35090F تأیید کنید. این پیام صراحتاً اعتبار هر معمای نامشخص را انکار می‌کند، به تازگی در آوریل ۲۰۱۷.
معماها به شدت روی امنیت داده‌ها، رمزنگاری، استگانوگرافی، ناشناس ماندن اینترنت و نظارت متمرکز بودند.
از آن به عنوان «استادانه‌ترین و اسرارآمیزترین معمای عصر اینترنت» نام برده شده‌است و به عنوان یکی از «۵ اسرارآمیز برتر، راز حل نشده اینترنت»، فهرست شده‌است و گمانه زنی‌های زیادی دربارهٔ عملکرد آن وجود دارد. بسیاری حدس زده‌اند که معماها ابزاری برای استخدام اِن اِس اِی، سی آی اِی، اِم آی سیکس، " توطئه ماسونی " یا یک گروه مزدور سایبری هستند. برخی دیگر ادعا کرده‌اند که سیکادا ۳۳۰۱ یک بازی واقعیت متناوب است. با این وجود هیچ شرکتی یا شخصی اعتبار آن را نگرفته‌است یا تلاش نکرده‌است از آن سودآوری کند.

## هدف
هدف اعلام شده از معماها هر سال استخدام «افراد باهوش» بوده‌است، اگرچه هدف نهایی ناشناخته است. برخی ادعا کرده‌اند که سیکادا ۳۳۰۱ یک جامعه مخفی با هدف بهبود رمزنگاری، حفظ حریم خصوصی و ناشناس ماندن است. دیگران ادعا کردند که سیکادا ۳۳۰۱ فرقه یا مذهبی است. مطابق اظهارات چندین نفر، که ادعا کرده‌اند پازل ۲۰۱۲ را برنده شده‌است، ۳۳۰۱ به‌طور معمول از روش‌های استخدام غیر معما استفاده می‌کند، اما معماهای سیکادا را ایجاد می‌کند زیرا آنها به دنبال اعضای بالقوه با رمزنگاری و مهارت‌های امنیتی رایانه بودند.

## شفاف سازی
افراد ناشناس ادعا کرده‌اند که این روند را به پایان رسانده‌اند، اما تأیید صحت ادعا از سازمان هرگز انجام نشده‌است و افراد متقاضی این ادعا با اطلاعات همراه نیستند. ادعا می‌شود اولین معمای سال ۲۰۱۲ توسط مارکوس ونر حل شده‌است. به گفته مارکوس ونر، از کسانی که معما را حل می‌کردند، سؤالاتی در مورد حمایت از آزادی اطلاعات، حریم شخصی آنلاین و آزادی و رد سانسور پرسیده شد. کسانی که در این مرحله رضایت بخش پاسخ دادند، به یک انجمن خصوصی دعوت شدند که در آنجا به آنها دستور داده شد تا پروژه ای را برای پیشبرد آرمان‌های گروه تدوین و تکمیل کنند. او کار خود را با روشی برای رمزگشایی عمومی تمام نکرد و وب سایت حذف شد.

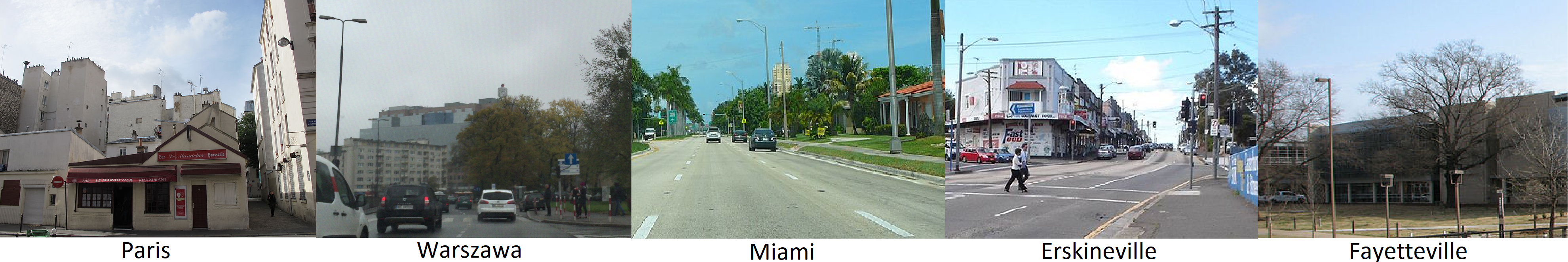
سرنخ‌ها

## سرنخ‌ها
سرنخ‌های سیکادا ۳۳۰۱ بسیاری از رسانه‌های ارتباطی مختلف از جمله اینترنت، تلفن، موسیقی اصلی، سی دی‌های قابل راه اندازی لینوکس، تصاویر دیجیتالی، علائم کاغذ فیزیکی و صفحات کتاب‌های رمزنگاری نشده منتشر نشده را دربر گرفته‌است. یک کتاب با عنوان Liber Primus، به معنای واقعی کلمه «کتاب اول»، شامل بسیاری از صفحات است که فقط برخی از آنها رمزگشایی شده‌اند. این سرنخها علاوه بر استفاده از تکنیک‌های مختلف متنوعی برای رمزگذاری، رمزگذاری یا پنهان کردن داده‌ها، به طیف گسترده‌ای از کتاب، شعر، آثار هنری و موسیقی نیز اشاره کرده‌اند. هر سرنخ برای تأیید صحت توسط همان کلید خصوصی OpenPGP امضا شده‌است.